# Assicurazione sulla morte (romanzo)
L'assicurazione sulla morte (Tell it to the Birds) è un romanzo giallo hard boiled del 1963 scritto da James Hadley Chase.
In Italia è stato pubblicato nel numero 769 della serie Il Giallo Mondadori e nel numero 134 della serie I classici del Giallo Mondadori.

## Trama
Anson è un assicuratore con debiti di gioco. Un giorno viene contattato dalla giovane e affascinante Meg Barlowe con la scusa di assicurare dei gioielli che si rivelano essere bigiotteria. Insieme alla donna progetta di uccidere il marito di quest'ultima solo dopo fatto firmare a quest'ultimo un'assicurazione di svariate migliaia di dollari.
Quello che Anson non sa, è che Meg ha una relazione extraconiugale con Hogan, lo sgherro dell'allibratore a cui deve i soldi.
Qualche mese dopo la stipula dell'assicurazione, Anson uccide il marito di Meg simulando l'assalto di un maniaco seriale. Questa morte improvvisa insospettisce Maddox il superiore di Anson. Questi invia l'investigatore privato Harmas per fare chiarezza sul caso e smascherare un eventuale truffa ai danni dell'assicurazione.
Harmas sospettando sia di Meg sia di Anson, nasconde dei microni a casa dei Barlowe. Senza rendersene conto Meg, Hogan e Anson, in un momento di confronto, svelano il loro piano e i fatti accaduti. Anson scopre i microfoni nascosti da Harmas e dopo aver sentito il suono del campanello di casa Barlowe, Anson si rende conto di essersi dichiarato colpevole. Per sfuggire alla giustizia si spara di fronte a Hogan e Meg mentre la polizia, Maddox e Harmas suonano insistentemente il campanello.

## Personaggi
- Jhon Anson: Assicuratore con debiti di gioco
- Philip Balowe: Floricoltore e marito di Meg
- Meg Barlowe: Moglie di Philip
- Sailor Hogan: Ex pugile
- Fay Lawley: Conoscenza di Anson
- Anna Garvin: Segretaria di Anson
- Maddox: Superiore di Anson
- Steve Harmas: Investigatore privato e braccio destro di Maddox
- Fred Jenson: Tenente della polizia di Brent
- Jud Jones: Portiere di notte dell'ufficio di Anson

## Opere derivate
Dal romanzo è stato tratto nel 1987 il telefilm Assicurazione sulla morte di Carlo Lizzani, con Giovanni Vettorazzo (Victor), Patricia Millardet (Elena), Augusto Zucchi (Maddox), Franco Trevisi (commissario di polizia).

## Edizioni in italiano
- James Hadley Chase, Assicurazione sulla morte, traduzione di Bruno Just Lazzari, Il Giallo Mondadori n. 769, Milano: 1963
- James Hadley Chase, Assicurazione sulla morte, traduzione di Bruno Just Lazzari, I Classici del Giallo Mondadori n. 134, Milano: 1972